# Andrej Aleksandrovitsj Legalov
Andrej Aleksandrovtsj Legalov (Russisch: Андрей Александрович Легалов) (Novosibirsk, 13 november 1972) is een Russisch entomoloog.
Legalov studeerde van 1990 tot 1995 aan de Agrarische Staatsuniversiteit van Novosibirsk. Na zijn afstuderen studeerde hij van 1995 tot 1998 aan het Instituut van systematiek en ecologie der Dieren van de Siberische afdeling van de Russische Academie der Wetenschappen. Zijn werkgebied is de kevers (Coleoptera) en met name de groepen sigarenmakers (Attelabidae) en de snuitkevers (Curculionoidea). Hij beschreef honderden van deze soorten voor het eerst.
Legalov ondernam expedities naar onder andere Basjkirië, kraj Chabarovsk, kraj Primorje, oblast Novosibirsk, republiek Altaj, Oekraïne en Kazachstan om daar insecten te verzamelen. Legalov is lid van de Russische Entomologische Sociëteit en  de Moskouse Sociëteit van Natuuronderzoekers.

## Enkele publicaties
Legalov publiceerde meer dan 150 artikelen, zoals:
- 2001 Revision der holarktischen Auletini (Coleoptera, Attelabidae) in: Russian Entomological Journal. Vol. 10.
- 2001 To the knowledge of the genera Tatyanapion, Loborhynchapion, and Mesotrichapion (Coleoptera, Brentidae, Apioninae) in the Asian fauna in: Entomological Review. Vol. 81.
- 2002 The genesis and phylogenetic relationships of the leaf-rolling weevils (Coleoptera: Rhynchitidae, Attelabidae) in: Biological science and formation in pedagogical high schools (Russisch).
- 2003 Taxonomy, classification and phylogeny of the leaf-rolling weevils (Coleoptera: Rhynchitidae, Attelabidae) of the world fauna. (Russisch).
- 2004 A new classification of ecological groups of the leaf-rolling weevils (Coleoptera: Rhynchitidae, Attelabidae) in: Euroasian Entomological Journal. Vol. 3 (Russisch).
- 2004 Reconstruction of the phylogeny of the rhynchitids and leaf-rolling weevils (Coleoptera, Rhynchitidae, Attelabidae) using the Synap method: Communication 1 in: Entomological Review. Vol. 84.
- 2005 Reconstruction of the phylogeny of the rhynchitids and leaf-rolling weevils (Coleoptera, Rhynchitidae, Attelabidae) using the Synap method: Communication 2 in: Entomological Review. Vol. 85.
- 2005 Trophic links of leaf-rolling weevils (Coleoptera, Rhynchitidae and Attelabidae) in: Entomological Review. Vol. 85.
- 2006 Phylogenetic reconstruction of weevils superfamily Curculionoidea (Coleoptera) using the SYNAP method in: Biology Bulletin. Vol. 33.
- 2007 Leaf-rolling weevils (Coleoptera: Rhynchitidae, Attelabidae) of the world fauna.
- 2009 A review of fossil and recent species of the family Ithyceridae (Coleoptera) from the world fauna in: Amurian zoological journal. Vol. 1.
- 2009 Annotated checklist of fossil and recent species of the family Nemonychidae (Coleoptera) from the world fauna in: Amurian zoological journal. Vol. 1.
- 2009 Contribution to the knowledge of the Mesozoic Curculionoidea (Coleoptera) in: Amurian zoological journal. Vol. 1.
- 2009 Annotated checklist of fossil and recent species of the family Belidae (Coleoptera) from the world fauna in: Amurian zoological journal. Vol. 1.
- 2009 Met: Gratshev V.G. New taxa of the family Nemonychidae (Coleoptera) from Jurassic and Early Cretaceous in: Euroasian Entomological Journal. Vol. 8 (Russisch).

- International Standard Name Identifier: 0000 0000 6514 8189
- Library of Congress Control Number: n2009043683
- Nederlandse Thesaurus van Auteursnamen: 35382285X
- ORCID: 0000-0001-7347-8169
- ResearcherID: J-8298-2018
- Virtual International Authority File: 91044919
- WorldCat: E39PBJrgHRRCb8TDPWtyMPGT73